# Соня Мираковска
Соня Мираковска (на македонска литературна норма: Соња Мираковска) е юристка и политик от Северна Македония.

## Биография
Родена е на 12 септември 1963 година в град Берово, тогава в Социалистическа федеративна република Югославия. Завършва Юридическия факултет на Скопския университет.
В 2014 година е избрана за депутат от Новата социалдемократическа партия в Събранието на Република Македония. В 2016 и на 15 юли 2020 година отново е избрана за депутат от НСП.